# Hermione
För andra betydelser, se Hermione (olika betydelser).
Hermione ([hærˈmiːɔnɛ]) är en gestalt i grekisk mytologi. Hon är dotter till Menelaos och Helena och gift med Neoptolemos, som dödade Orestes, hennes förste man.
Hermiones svartsjuka gentemot Neoptolemos älskarinna/slavinna Andromache är huvudtemat i Jean Racines "Andromaque".